# متحف عالم السيارات
عالم السيارات (بالإنجليزية: Autoworld)‏ هو متحف للسيارات القديمة في بروكسل، بلجيكا. يقع في القاعة الجنوبية لحديقة سيكونتنير، ويعرض مجموعة كبيرة ومتنوعة مكونة من أكثر من 250 سيارة أوروبية وأمريكية من أواخر القرن التاسع عشر إلى التسعينيات. تشتهر بمجموعة من السيارات المبكرة والتي أنتجتها بلجيكا، بما في ذلك مينيرفاس والعديد من سيارات الليموزين التي تنتمي إلى العائلة المالكة البلجيكية.

## صور

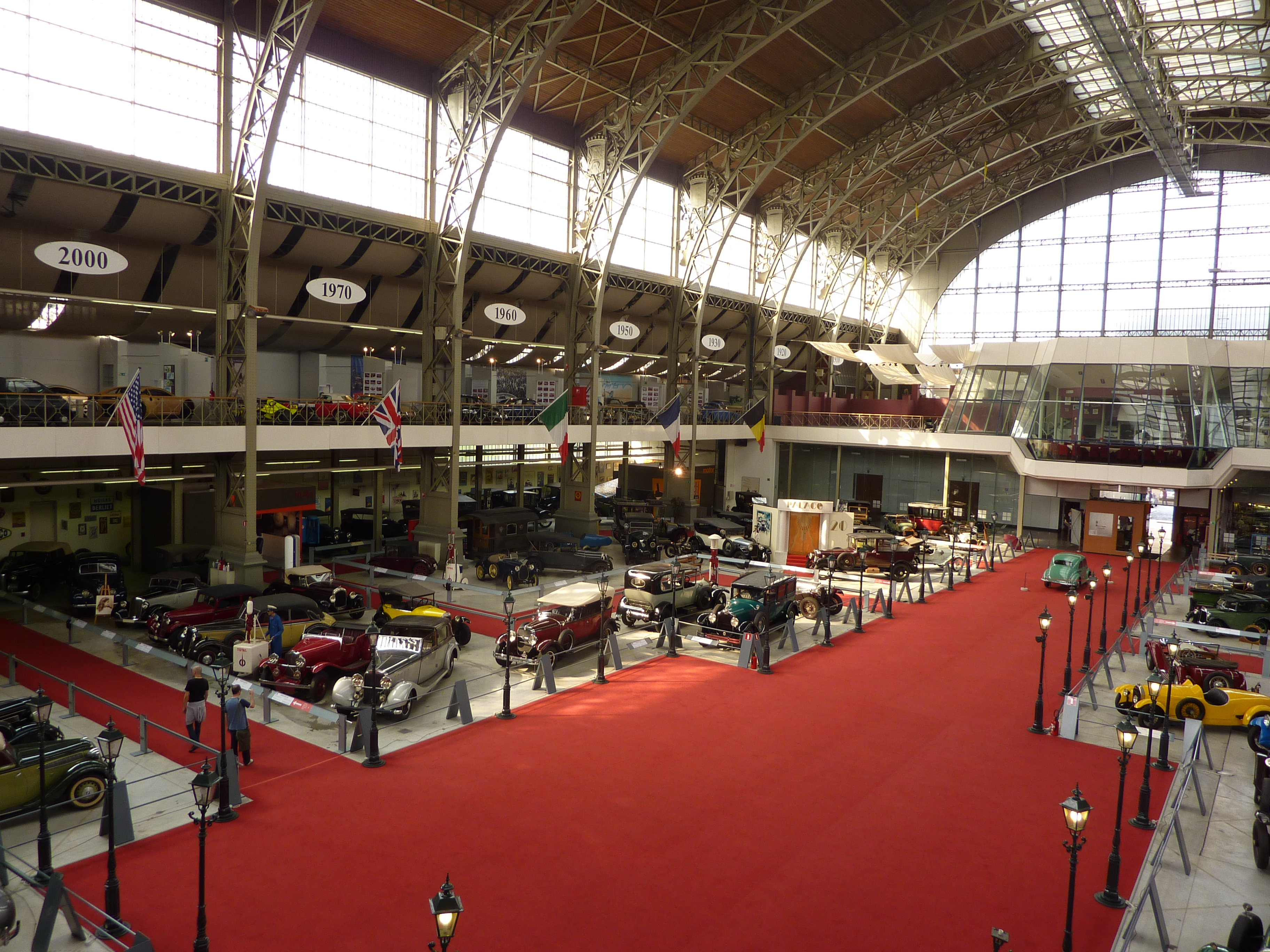
داخل المتحف
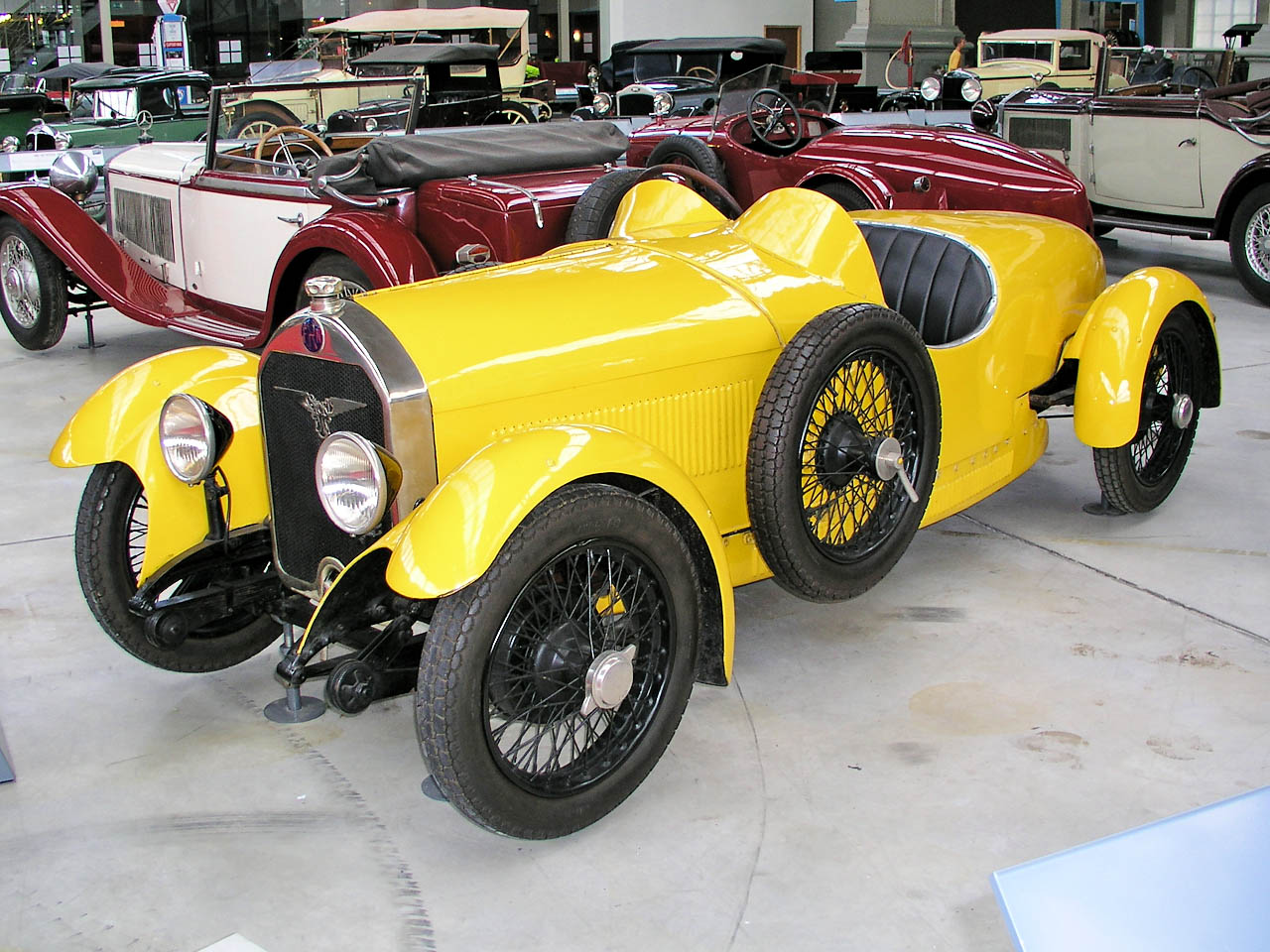
إف إن هيرستال 1300 الرياضية (1925)
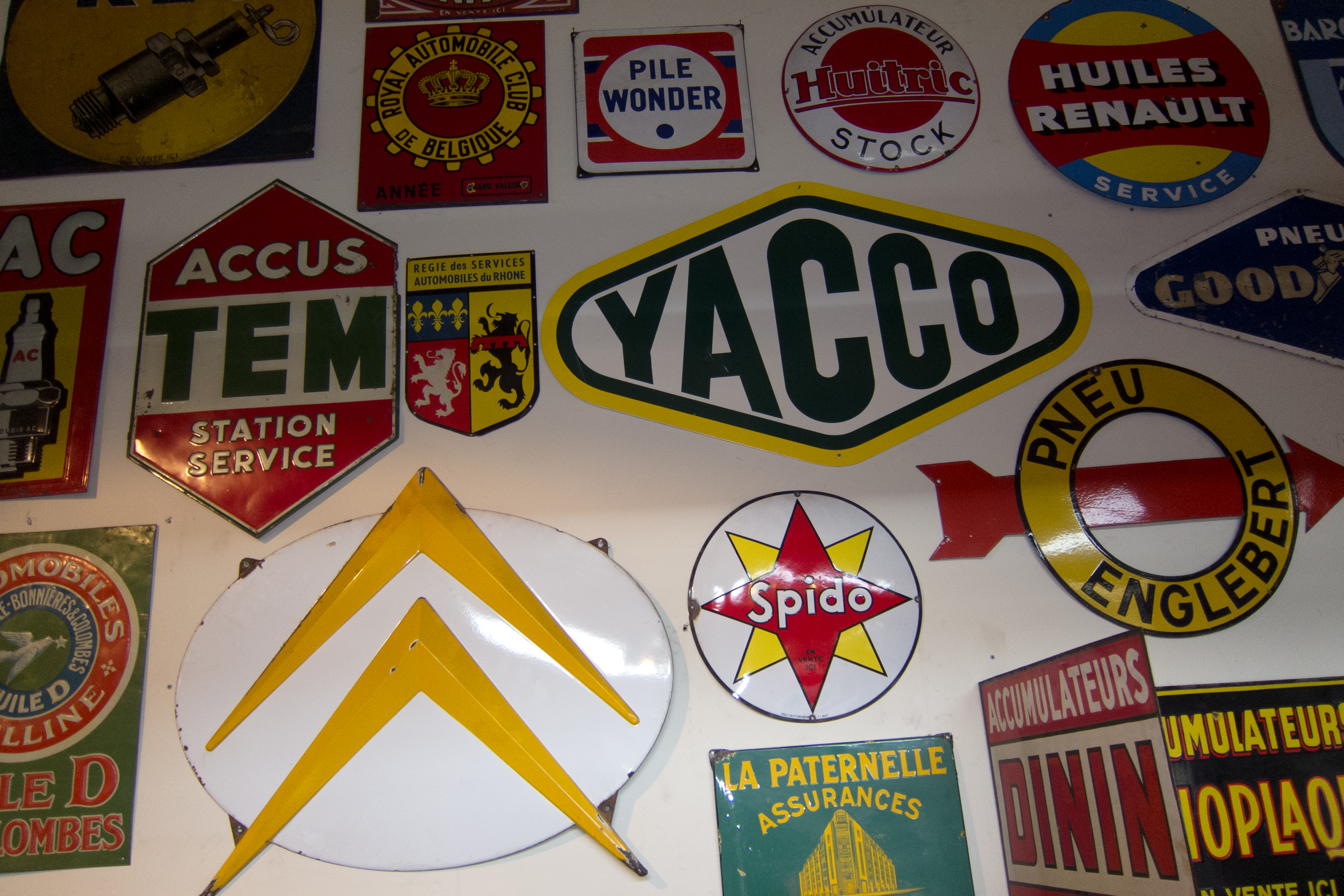
علامات الطرق العتيقة
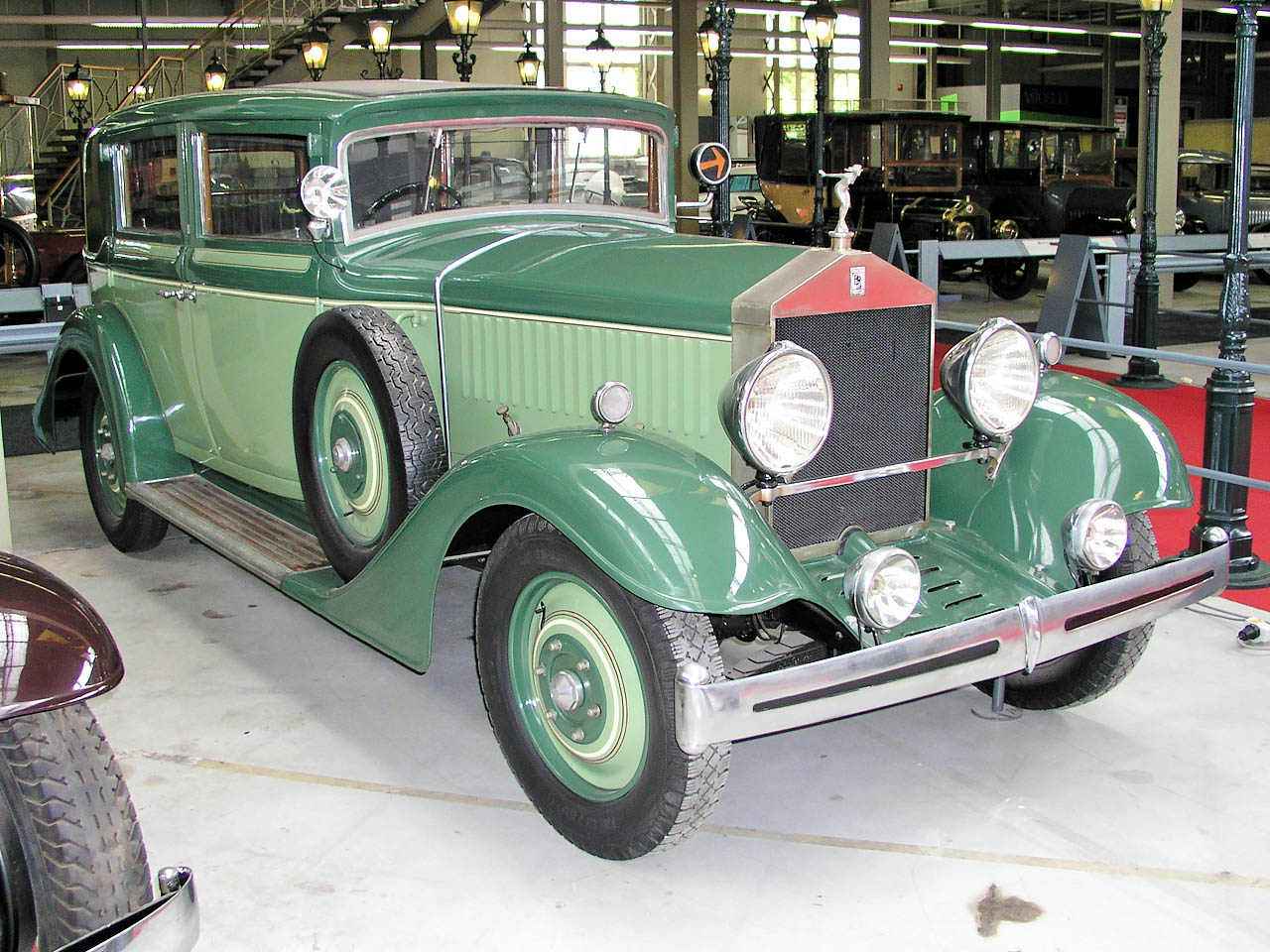
بيلجا رايز  [لغات أخرى]‏ 8 سي (1934)
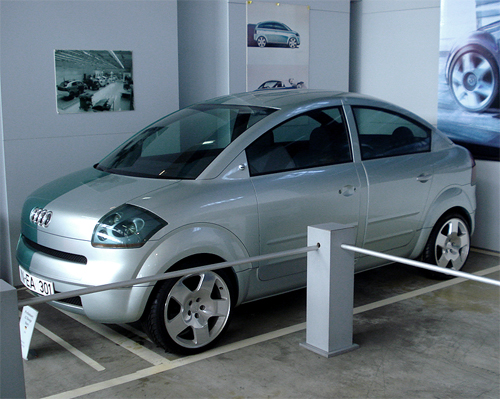
النموذج الأولي لأودي A2  [لغات أخرى]‏